# Melanophryniscus devincenzii
Espèce
Statut de conservation UICN

 EN B2ab(iii) : En danger
Melanophryniscus devincenzii est une espèce d'amphibiens de la famille des Bufonidae.

## Répartition
Cette espèce se rencontre entre 150 et 350 m d'altitude :
- au Brésil à Sertão dans le Rio Grande do Sul ;
- en Uruguay dans les départements de Rivera et de Tacuarembó ;
- en Argentine dans les provinces de Misiones et de Corrientes ;
- au Paraguay dans les départements de Guairá et de Itapúa.

## Description

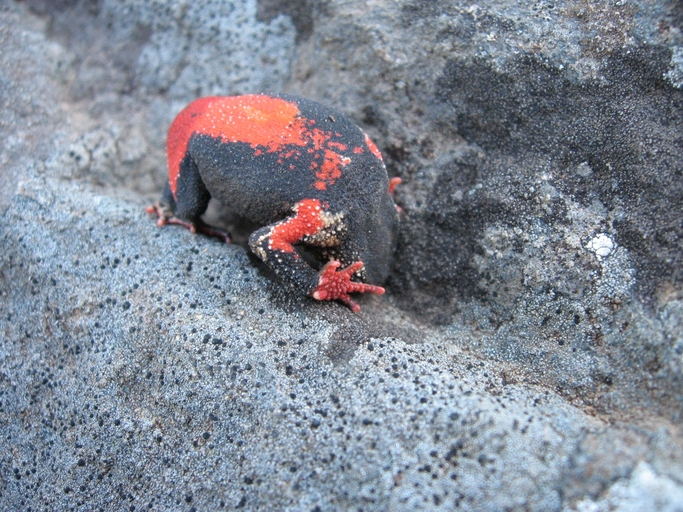
Melanophryniscus devincenzii

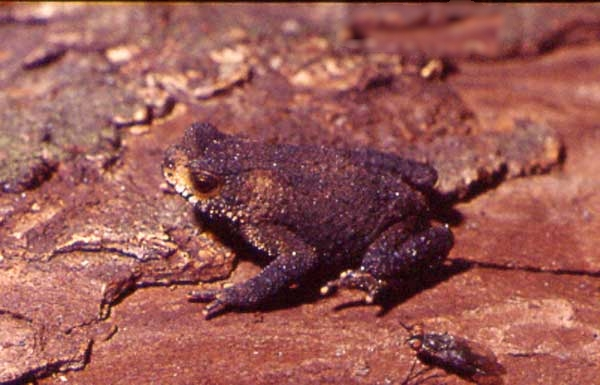
Melanophryniscus devincenzii

Les mâles mesurent de 20 à 25 mm et les femelles de 24 à 29 mm.

## Étymologie
Cette espèce est nommée en l'honneur de Garibaldi José Devincenzi (1882-1943) ancien directeur du Museo Nacional de Historia Natural y Antropología.

## Publication originale
- Klappenbach, 1968 : Notas herpetologicas, IV. El genero Melanophryniscus (Amphibia, Salientia) en el Uruguay, con descripcion de dos nuevas especies. Comunicaciones Zoologicas del Museo de Historia Natural de Montevideo, vol. 9, p. 1-17.